# 捷克克鲁姆洛夫犹太公墓
捷克克鲁姆洛夫犹太公墓（捷克語：Židovský hřbitov v Českém Krumlově）位于捷克南部城市捷克克鲁姆洛夫东部的公墓街（Hřbitovní ulici）。

## 历史

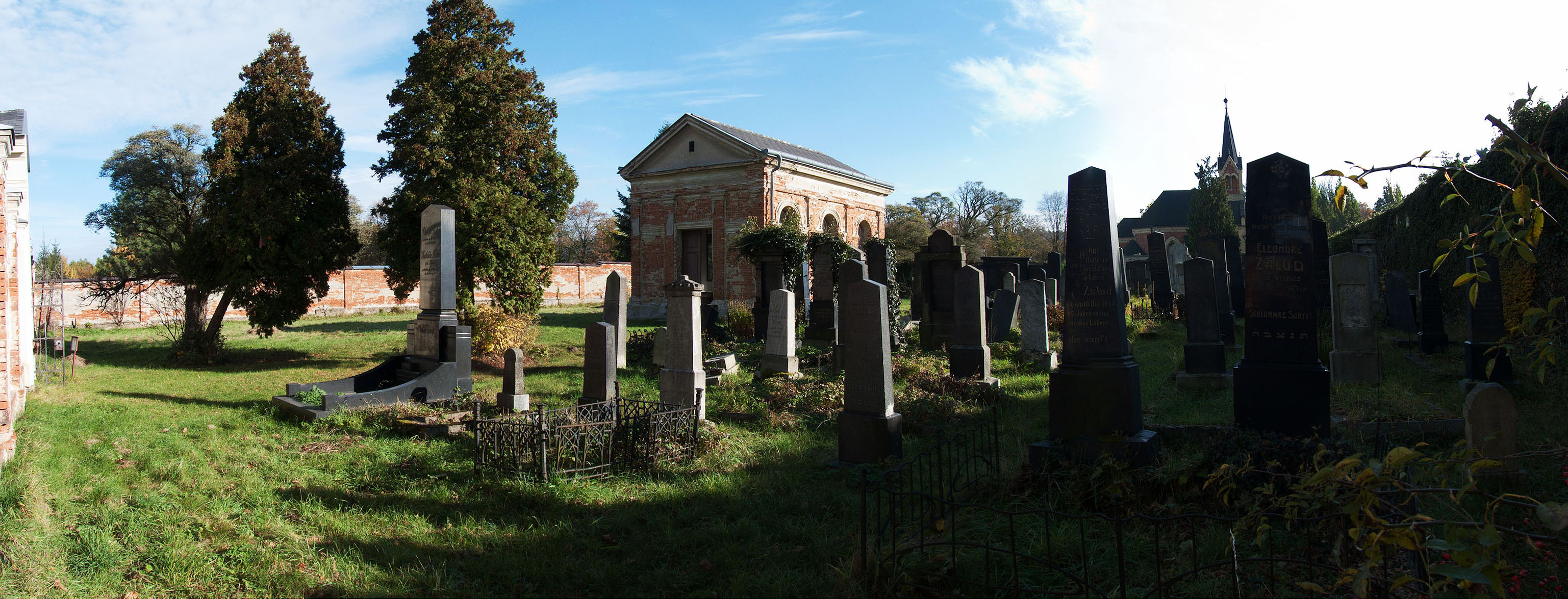

此公墓建于1891年，由Ignaz Spiro设计，捷克克鲁姆洛夫犹太会堂也是他的作品。该公墓在二战后荒废，直到天鹅绒革命后始恢复为墓地。

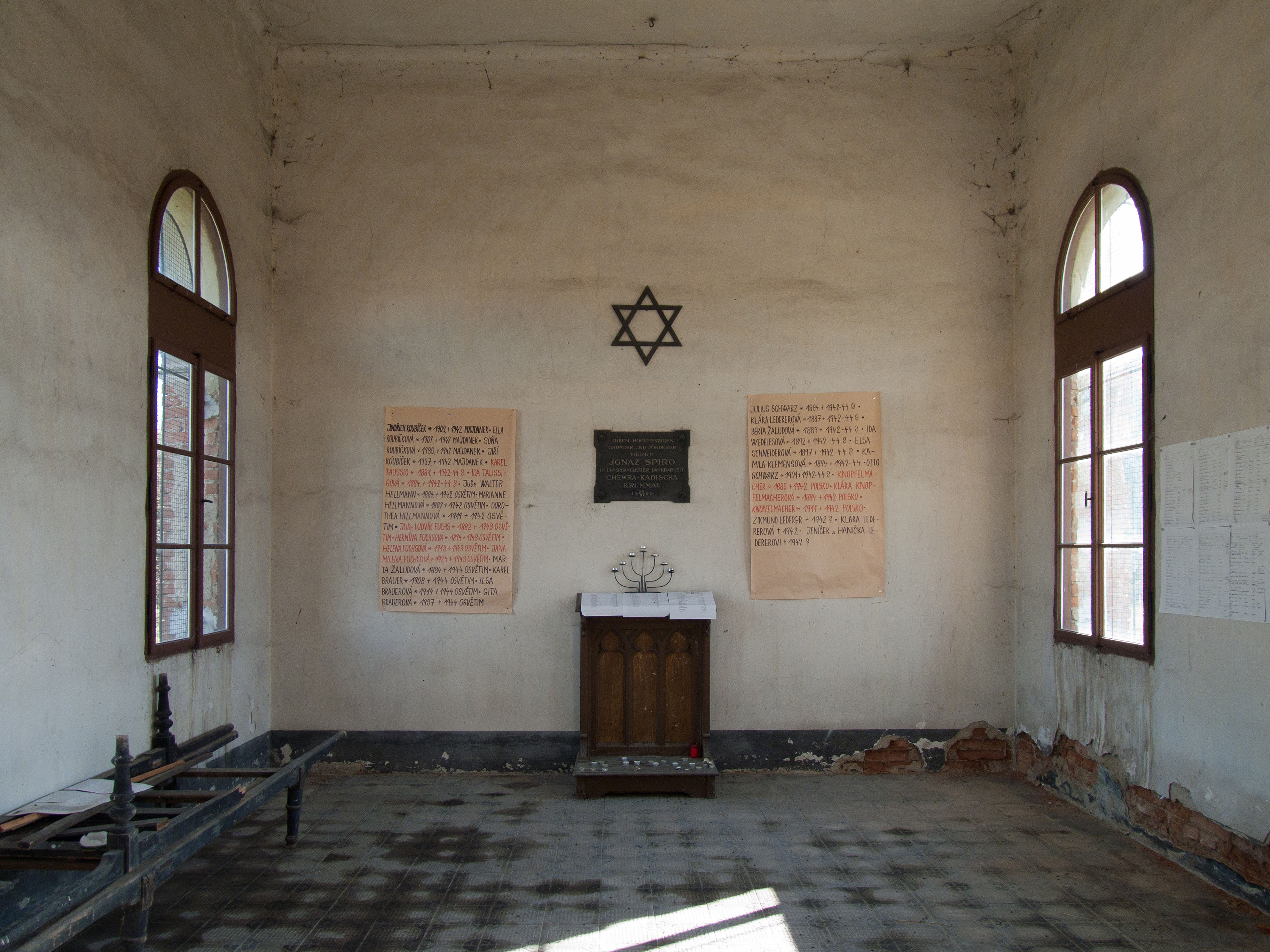
内部

此公墓面积2546平方公尺，坟墓主要集中在西南部。公墓内有114个坟墓，属于141个人，来自捷克克鲁姆洛夫及附近的村镇。最后一次埋葬是在1993年。